# 小行星2393
小行星2393（2393 Suzuki）是一颗围绕太阳公转的小行星。1955年11月17日，瑪格麗特·盧吉埃在尼斯发现了此天体。
該小行星以日本天文學家鈴木敬信命名。
这颗小行星的绝对星等为110.11632等。